# Agustina Arias
Agustina Arias (Rosario, Santa Fe, 3 de noviembre de 2003) es una futbolista argentina. Juega de delantera en Boca Juniors de la Primera División Femenina de Argentina.

## Trayectoria

### Inicios
Dio sus primeros pasos en una escuela de fútbol de Rosario a los 7 años de edad.

### Social Lux
A los 11 años parte hacia el Club Social y Deportivo Lux de la Liga Rosarina de Fútbol, donde jugó desde 2015 hasta 2020. En el conjunto rosarino además de fútbol, también jugó fútsal.

### Platense
El 24 de noviembre de 2020 se incorpora al Calamar, donde fue trascendental en el título conseguido ganando el Campeonato de Reserva (que a su vez era el primero en disputarse). Además también formó parte de la buena campaña del Tense en el Torneo Transición 2020 donde llegaron hasta cuartos de final. Debutó el 8 de diciembre de 2020 ante Defensores de Belgrano en donde también anotó su primer gol oficial. El 24 de diciembre de 2021 renueva su vínculo por 2 años.

### Boca Juniors
En diciembre de 2022 se anuncia su llegada al Xeneize firmando contrato hasta diciembre de 2023.
Su debut con la camiseta de Boca Juniors se produce el 15 de febrero de 2023 por la primera fecha del Campeonato de Fútbol Femenino de Primera División 2023 frente a Platense, su ex club. 
El 15 de mayo de 2023 marca su primer gol con la camiseta de Boca Juniors en la goleada 7 a 0 frente a Club Atlético Excursionistas en condición de local.

## Estadísticas

### Clubes
| Club          | Liga                    | País      | Año           |
| ------------- | ----------------------- | --------- | ------------- |
| Deportivo Lux | Liga Rosarina de Fútbol | Argentina | 2015-2020     |
| Platense      | Primera División A      | Argentina | 2020-2022     |
| Boca Juniors  | Primera División A      | Argentina | 2022-presente |

## Palmarés
| Título            | Club         | País      | Año  |
| ----------------- | ------------ | --------- | ---- |
| Primera División  | Boca Juniors | Argentina | 2023 |
| Copa Federal      | Boca Juniors | Argentina | 2023 |
| Apertura Femenino | Boca Juniors | Argentina | 2024 |

## Selección nacional
En febrero de 2018 fue convocada a la Selección Argentina Sub-17, disputó el Sudamericano en marzo de susodicho año. En octubre de 2019 se consagró campeona del Torneo Internacional Femenino Sub-17 anotando un gol en la final ante Chile.